# رشته‌کوه اورولگان
رشته‌کوه اورولگان (روسی: Орулган) یک رشته‌کوه در یاقوتستان کشور روسیه است.